# Ehrenmedaille „Bekenntnis und Tat zum Schutz der DDR“
Die Ehrenmedaille „Bekenntnis und Tat zum Schutz der DDR“ war in der Deutschen Demokratischen Republik (DDR) eine nichtstaatliche Auszeichnung der Freien Deutschen Jugend (FDJ), die 1972 gestiftet und bis 1978 verliehen wurde. Nachfolger wurde 1979 die Ehrenmedaille „Bekenntnis und Tat zum Schutz des Sozialismus“. 

## Aussehen
Die vergoldete Medaille zeigt auf ihrem Avers zwei links blickende Köpfe, von denen der hintere ein Angehöriger der NVA und der vordere ein FDJ-Mitglied ist. Das Revers ist glatt und zeigt die Inschrift: Bekenntnis und Tat zum Schutz der DDR. Getragen wurde die Medaille an der linken oberen Brustseite des Beliehenen an einer goldenen Spange, die mittig das farbig emaillierte Wappen der FDJ zeigt, von dem beidseitig ein Lorbeerzweig nach außen gerichtet angebracht ist.